# Мадемуазель де Мопен (фильм)
Мадемуазель де Мопен (итал. Madamigella di Maupin) — кинокомедия режиссёра Мауро Болоньини, вышедшая на экраны 8 января 1966.

## Сюжет
Шутовская экранизация одноименного романа Теофиля Готье. Съемки проходили, в основном, в Словении.
Действие перенесено в середину XVIII века. Мадлен де Мопен, девушка из хорошей семьи, живёт под опекой дяди. Неожиданно на их земли вторгаются войска королевы Шарлотты Венгерской и банды наемников в турецких фесках, без разбора насилующие и женщин и мужчин. Жених Мадлен Оскар попадает к ним в плен и вынужден стать «женой» у вражеского капитана, а сама мадемуазель де Мопен с кузиной Грациозой, переодетые в мужскую одежду, отправляются искать убежища от венгерских войск в монастыре.
По дороге Мадлен сбегает, чтобы, назвавшись Теодором, проникнуть в общество мужчин и узнать их как следует. Вскоре её мобилизуют в армию, в отряд под командой бравого капитана Алкибиада, который делает Теодора своим знаменосцем. Вместе они отправляются к вдове их командующего, генерала Дюрана, чтобы отдать ей кости покойного. К моменту их прибытия Розетта Дюран под дулом пистолета пытается заставить молодого поэта (ещё ничего не написавшего) шевалье д’Альбера стать её любовником.
Поскольку война никуда не денется, Алкибиад и Теодор остаются в доме Розетты для участия в любительском спектакле. Д’Альбер догадывается о том, что Теодор — переодетая девушка, и пытается за ней приударить, а Розетта ночью также пытается его соблазнить. Вырвавшись от Дюранов, Алкибиад и Теодор отправляются на войну, но перед самой атакой весь отряд дезертирует, и капитан в одиночку бросается на врагов, приказав знаменосцу спасаться. У противника такие же проблемы с личным составом, и его боевые порядки на деле оказываются фанерными щитами с изображенными на них солдатами. Алкибиад легко их опрокидывает и торжествует победу.
Мадлен, влюбившаяся в Алкибиада, и считающая его погибшим, также бросает армию, и приезжает в город, куда за ней увязывается д’Альбер, не прекращающий своих домогательств. Внезапно они видят целого и невредимого Алкибиада. Чтобы отпраздновать встречу, трое отправляются в публичный дом, где между влюбленными происходит объяснение, а д’Альбер сбегает с одной из девок, преследуемый по пятам ненасытной Розеттой.

## В ролях
- Катрин Спаак — Мадлен де Мопен / Теодор
- Робер Оссейн — капитан Алкибиад
- Томас Милиан — шевалье д’Альбер
- Микаэла — Розетта Дюран
- Анхель Альварес — месье де Мопен
- Оттавия Пикколо — Нинон
- Мануэль Сарсо — сержант-рекрутёр

## О фильме
Первый цветной фильм Болоньини и его единственная картина в приключенческом жанре. По мнению некоторых критиков, эта красочная кинематографическая буффонада является лучшим фильмом режиссёра, а колорит сцен напоминает полотна Ватто.

Болоньини с великолепной иронией разыгрывает этот сексуальный вальс. Катрин Спаак воплощает свой персонаж с волнующей невинностью, а Робер Оссейн заставляет открывать очень необычный аспект своего таланта. Этот блестящий фильм — маленькая драгоценность.— 
Те рецензенты, на которых эффектные крупные планы очаровательной Катрин Спаак и волнующая невинность её полуобнаженной фигуры в сцене приема ванны не произвели неотразимого действия, отмечают, что помимо изумительной нелепости сюжета (Спаак, переодетая в мужскую одежду, даже отдаленно не похожа на юношу), Робер Оссейн в этом фильме выглядит весьма вяло, поскольку актеру его уровня нечего делать в подобном балагане.
Во Франции и Бельгии фильм также демонстрировался под названием «Шевалье де Мопен».

## Награды и номинации
Болоньини получил приз за лучшую режиссуру на Сан-Себастьянском кинофестивале 1966 года, а в следующем году фильм номинировался на Серебряную ленту в категории «Лучший дизайн костюмов» (Данило Донати).

## Комментарии
1. ↑  Из-за этой откровенной для своего времени сцены фильм имел проблемы с цензурой